# Boeda

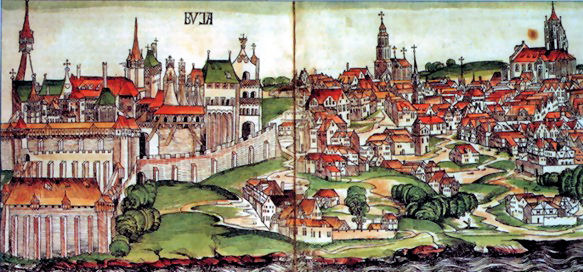
Boeda, zoals afgebeeld in de Neurenbergse Kroniek van Hartmann Schedel uit 1493

Boeda (Hongaars: Buda; Duits: Ofen) is een van drie samenstellende delen van de Hongaarse hoofdstad Boedapest. Boeda ligt op de rechteroever (westoever) van de Donau en was eeuwenlang een afzonderlijke stad, tot het in 1873 werd verenigd met het noordelijker gelegen Óbuda en het ertegenover gelegen Pest. In tegenstelling tot Pest ligt Boeda deels in een heuvelachtig landschap. Op een van de heuvels ligt het oude stadshart van Boeda, de Burchtheuvel. Boeda is vooral een woongebied, dat aanzienlijk rijker aan groen is dan Pest. Boeda is het rijkere deel van de stad; de grondprijzen zijn er hoger en het inkomen ligt er hoger.

## Naam
Volgens de Hongaarse legende is de naam Boeda (Hongaars: Buda) ontleend aan de naam van de jongere broer van Attila de Hun (Duits: Etzel), de koning van de Hunnen die in de 5de eeuw in Europa aanwezig waren. Buda zou zijn naam aan de inmiddels verlaten Romeinse stad Aquincum gegeven hebben terwijl Attila op oorlogsmissie was in West-Europa. Bij zijn terugkomst zou Attila zo boos zijn geweest op Buda, dat Buda door Attila werd vermoord. Attila zou daarop ook zijn eigen naam aan de stad gegeven hebben. Een naam die voort zou leven in de Duitse Nibelungsage: Etzelburg: burcht van Attila.
Tussen het vertrek van de Romeinen en de komst van de Magyaren woonden Slavische volkeren in dit gebied en was het deel van het Groot-Moravische Rijk. Logischer lijkt het dan ook, dat de naam Boeda is afgeleid van het Slavische woord voor water: voda, naar analogie van de eerdere Keltische en Romeinse naam voor de stad. De huidige Hongaarse naam voor het deel van de stad waar de Burchtheuvel ligt en het stuk van de stad tussen deze heuvel en de Donau, is nog steeds Waterstad (Hongaars: Víziváros).

## Geschiedenis
Archeologische opgravingen ten tijde van de aanleg M1 (Boedapest - Wenen) hebben vondsten opgeleverd die zouden aantonen dat in dit gedeelte van Centraal-Europa 350.000 tot 400.000 jaar geleden al mensachtigen gevestigd waren die gebruikmaakten van werktuigen. Deze als Archaïsche Homo sapiens bestempelde fossielen worden tegenwoordig meest als Homo heidelbergensis ingedeeld en gezien als voorgangers van de neanderthalers. Ook in de grotten van Boeda zouden botten van mensachtigen gevonden zijn van zo'n 300.000 jaar oud.
Met zekerheid is te zeggen dat Illyriërs van Indo-Europese afkomst het hele Transdanubië gebied bevolkte. Een van die stammen heette Pannon, naar welke het gebied in het huidige Hongarije vernoemd is.

### De eerste vestiging: de Kelten
Een Keltische stam, de Eravisci, vestigde zich aan het begin van de 4de eeuw v. Chr. in de vallei tussen de twee beeldbepalende heuvels in het centrum van het huidige Boedapest, de Gellértheuvel en de Burchtheuvel, rondom een natuurlijke bron die hen het hele jaar door van warm drinkbaar water voorzag. Op deze plek is het huidige Rác badhuis (Hongaars: Rác gyógyfürdő) gevestigd. Een tweede voordeel van deze plek was dat de Donau hier het gemakkelijkst over te steken was. Op de Gellértheuvel bouwden de Kelten een fort van waaruit ze ook deze oversteek konden bewaken. Deze vestiging werd een cultureel, defensief en een economisch centrum waar zelfs munten werden geslagen.

### De tweede vestiging: de Romeinen
Tussen 50 v. Chr en 10 v. Chr. vestigden de Romeinen zich langs de Donau in het huidige Boeda. Er ontstonden twee steden: één militaire en één civiele, beide met de naam Aquincum. Contra-Aquincum, op de ertegenover gelegen oever - het huidige Pest, was niet meer dan een eerste verdedigingslinie. De Romeinen maakten gretig gebruik van de aanwezige warmwaterbronnen: vele badhuizen werden gebouwd waarvan er enkele nu nog, als ruïnes, te bezoeken zijn. Beide steden kregen een amfitheater, waarvan de ruïnes nog steeds te bezoeken zijn. In Boeda, maar vooral Óbuda, zijn nog vele restanten uit Romeinse tijd te vinden.

### Avaren en Slaven
Na het vertrek van de Romeinen raakten de steden in verval. Nomadische stammen als de Avaren trokken door deze regionen, met in hun kielzog Slavische landbouwers. Op zijn vroegst in de 9e eeuw was het gebied deel van het Groot-Moravische Rijk.

### Het ontstaan van Boeda: de Magyaren
Het duurde nog tot het einde van de 9de eeuw voordat de stad weer permanent bevolkt zou worden: de Magyaren (Nederlands: Hongaren) namen het Karpatenbekken in en daarmee ook het huidige Boedapest. Het huidige Óbuda werd de zetel van de eerste Hongaarse leiders. In de 10de eeuw verloor Óbuda haar aantrekkingskracht, omdat de Hongaarse leider zijn zetel noordwaarts verplaatste, naar het huidige Esztergom. In de 12de eeuw werd Óbuda de zetel van de Hongaarse koning en was dat nog toen de Tataren Europa binnenvielen. Het was koning Béla IV, die uit strategisch oogpunt besloot zijn kasteel naar de Boedaheuvel te verplaatsen.

### De burcht op de heuvel
De nieuwe burcht, Budavár, werd omstreeks 1250 de eerste verblijfplaats van de koning en moest tevens als verdedigingsburcht dienstdoen.
Rondom de burcht zou de nieuwe stad Boeda ontstaan. Behalve de eerste koningsburcht ontstonden in de 13e en 14e eeuw de Maria Magdalenakerk, waarvan de toren nu nog bestaat, en de Lieve-Vrouwekerk (Matthiaskerk).
Steeds meer burgers vestigden zich hier omdat ze zich veiliger voelden dan in de laagvlakte en omdat Boeda markt- en tolrechten had gekregen.
Op het "hazeneiland", nu Margiteiland, richtte de aartsbisschop een verblijfplaats in en later een klooster voor nonnen van hoge adel.
Onder de heerschappij van de koningen uit het Huis Anjou werd de koningsburcht vergroot. In het zuiden van de heuvel werd het koninklijk paleis gebouwd. Onder de koningen Sigismund, die later keizer werd van het Romeinse rijk en Matthias, kende Boeda een gouden periode: er heerste grote welvaart waardoor onder meer de kunsten, architectuur en filosofie een belangrijke ontwikkeling doormaakten.

### Ottomaanse overheersing
De economische veranderingen aan het einde van de 15de en begin van de 16de eeuw, brachten een einde van de welvaart in Boeda: het centrum van de wereldhandel werd verplaatst van Italië, dat relatief dicht bij Hongarije ligt, naar de kust van de Atlantische Oceaan. De invasie van de Ottomanen was het definitieve einde van Boeda als cultureel en economisch centrum. Na de inname van Boeda (1541) door de Ottomanen, werd de koninklijke zetel verplaatst naar Bratislave (Hongaars Pozsony, Duits: Pressburg, Slavisch: Prešporok) dat destijds tot het Hongaarse koninkrijk behoorde. Voor de Ottomanen was Boeda alleen belangrijk als vestingstad. Zij bouwden enkele badhuizen en moskeeën, de stad zelf verviel.

### Bevrijding en Habsburgse bezetting
Georganiseerd door paus Innocentius XI en keizer Leopold I, bevrijdde een christelijk leger Boeda in 1686. De stad werd tijdens deze verovering grotendeels verwoest. De Habsburgers, al lang de jure koningen van Hongarije namen Hongarije nu ook de facto in. Boeda en Pest werden herbouwd, maar herkregen niet de eerdere glorie. Hoewel beide steden in 1703 stadsrechten verkregen, stagneerde de ontwikkeling van zowel Pest als Boeda. Na de Ottomanen lieten ook de Habsburgse overheersers Boeda aan haar lot over. Het zou bijna 100 jaar duren voordat Boeda weer opbloeide.

### Aartshertog Joseph
Keizer Frans II stelde in 1795 zijn broer, aartshertog Joseph, aan als Paladijn van Hongarije. Deze vestigde zich in het koninklijk paleis van Boeda. Hij stelde zichzelf als taak Boeda, maar vooral Pest, op een hoger plan te brengen: economisch belangrijker, moderner en meer ontwikkeld. Onder zijn bezielde leiding verrezen vele neo-klassieke gebouwen die de tand des tijds doorstaan hebben, evenals vele organisaties zoals het Hongaars Nationaal Museum, de Nationale Bibliotheek en het Nationaal Theater. Hierdoor werden de twee steden het economische, culturele en handelscentrum van het land.

## Hoofdstad
Met het compromise van 1867, verkrijgt Hongarije gedeeltelijke zelfbeslissingsrecht. Daarop wordt Pest-Buda, zoals de steden genoemd worden, de hoofdstad van het land met meer dan 20 miljoen inwoners. In 1873 worden de drie stadsdelen Óbuda, Boeda en Pest samengevoegd tot één stad onder de naam: Boedapest.

## Geboren
- Hedwig (1373-1399), koningin van Polen